# Loriquet de Biak
Trichoglossus rosenbergii
Espèce
Synonymes
- Trichoglossus haematodus rosenbergii Schlegel, 1871

Statut de conservation UICN

 VU C2a(ii) : Vulnérable
Le Loriquet de Biak (Trichoglossus rosenbergii) est une espèce d'oiseaux de la famille des  Psittacidae.

## Répartition
Cet oiseau peuple les îles de Biak et Supiori en Nouvelle-Guinée occidentale.